# Grimetons kyrka
Grimetons kyrka (uttalas 'gri'mmetånn) är en kyrkobyggnad som sedan 2002 tillhör Himledalens församling (tidigare Grimetons församling) i Göteborgs stift. Den ligger i norra utkanten av Grimeton i Varbergs kommun, sydväst om säteriet Torstorp, vars ägare hade patronatsrätt fram till 1900-talets början. 

## Kyrkobyggnaden
Kyrkplatsen har sannolikt medeltida ursprung. Byggnaden har en stomme av gråsten och består av ett rektangulärt långhus med halvrunt kor i öster och kyrktorn i väster. Korta korsarmar sträcker sig ut från långhusets norra och södra sida. Sakristian är inrymd i den norra korsarmen. Huvudingången ligger i väster och leder genom vapenhuset i tornets bottenvåning. Ytterligare ingångar finns i korsarmarnas gavlar. Ytterväggarna är spritputsade och genombryts av rundbågiga fönster. Korsarmarnas gavlar har portalomfattningar i nyklassisk stil, med lunettfönster ovanför. Långhus och korsarmar har tegeltäckta sadeltak. Över det halvrunda koret är taket valmat. Kyrktornet är utformat i historicerande stil, med huv och åttakantig sluten lanternin av renässanskaraktär. Tornhuven och lanterninen är båda täckta med svartmålad plåt. Kyrkorummet har vitputsade väggar och täcks av ett tunnvalv av trä. I kyrkorummets västra del finns en orgelläktare.

### Tillkomst och ombyggnader
Första kyrkan på platsen uppfördes troligen på medeltiden och kan ha varit en stavkyrka. En sådan uppfördes vid mitten av 1600-talet på initiativ och bekostnad av rådsherren Herman Wolffradt, Torstorp. Stora delar denna finns kvar i västra delen av nuvarande långhus. Där kan möjligen finnas delar av en kyrka från 1400-talet. År 1800 genomfördes en ombyggnad efter ritningar av arkitekt Olof Tempelman då kyrkan förlängdes åt öster. Korsarmarna och nuvarande kor tillkom. Kyrktornet uppfördes 1919 efter ritningar av arkitekt Axel Lindegren och ersatte en klockstapel av trä som stod strax öster om koret. 
Kyrkans exteriör präglas av om- och tillbyggnader som genomfördes vid 1800-talets respektive 1900-talets början. Kyrkans fasta inredning förnyades till stor del vid ombyggnaden 1919. Senaste invändiga restaureringen genomfördes 1995–1996 då väggarna putsades om och takmålningar återställdes.

## Inventarier
- Altaruppsatsen från 1919 har en altartavla målad på 1700-talet efter ett original av van Dyck med motivet  Jesu korsfästelse.
- En röd mässhake i sammet är från 1700-talet.
- Predikstolen, från senare delen av 1700-talet, har träskulpturer föreställande de fyra evangelisterna.
- Dopfunten av ek är tillverkad av snickare Elis Andersson i Grimeton.
- Från kortaket hänger en basunängel som med en banderoll förkunnar: Det är fullkomnat.
- En defekt dopfunt av kalksten i tre delar dateras till slutet av 1200-talet eller in på 1300-talet. Cuppan är välvd och försedd med musselcuppornamentik. Skaftet är koniskt och slätt. Foten är rund med konkav ovansida. Föremålet har stora skador och övre delen av cuppan saknas helt.[1]

En bibel blev stulen mellan 3 och 10 september 1854 liggande i kyrkan. Den var av Carl den XII:s utgåva inbunden i skinnband och med krona och Carl XII:s namnskiffer i förgyllning på ena pärmen. På insidan fanns inskrivet: "Tillhör Grimmethons kyrka Verbum Dei manet in aeternum."

### Klockor
- Storklockan från 1588 blev omgjuten 1886. Diameter: 101 cm. Vikt: 675 kg.
- Lillklockan är gjuten 1922. Diameter: 84 cm. Vikt: 380 kg.

### Orgel
- Den första orgeln var tillverkad 1816 av amatörorgelbyggaren Claes Constantin Rosendahl.
- År 1835 tillkom en ny orgel med sju stämmor tillverkad av Johan Nikolaus Söderling.
- Den försågs 1918 med ett nytt verk byggt av Johannes Magnusson.
- Nuvarande mekaniska verk är tillverkat 1960 av Tostareds Kyrkorgelfabrik bakom Söderlings fasad från 1835. Instrumentet har arton stämmor fördelade på två manualer och pedal.[3]

## Omgivning
- Söder om kyrkan ligger prästgården som uppfördes 1868 och klassas som kulturhistoriskt värdefull byggnad.
- Församlingshemmet består av före detta mellanskolan som uppfördes omkring 1865. Vid slutet av 1960-talet köpte församlingen huset från Himledalens kommun för den symboliska summan hundra kronor.
- Huvudingången till kyrkogården ligger väster om kyrkan.

## Övrigt
Sven Peter Bexell var kyrkoherde i Grimetons pastorat 1812—1864. Han var dessutom riksdagsman, hovpredikant, titulärprofessor och författare, bland annat till verket Hallands historia och beskrivning

## Bilder

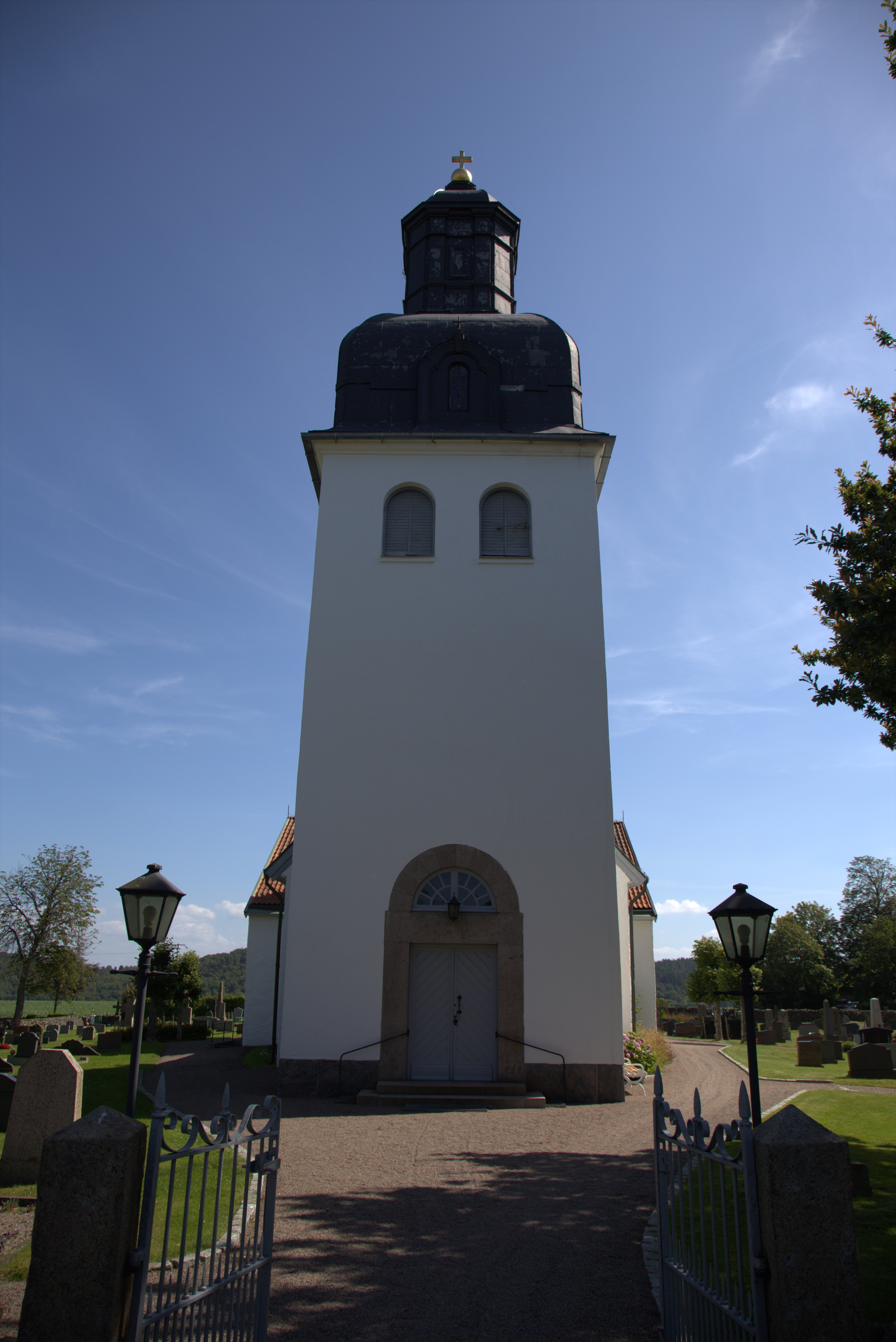
Tornet och huvudingången.
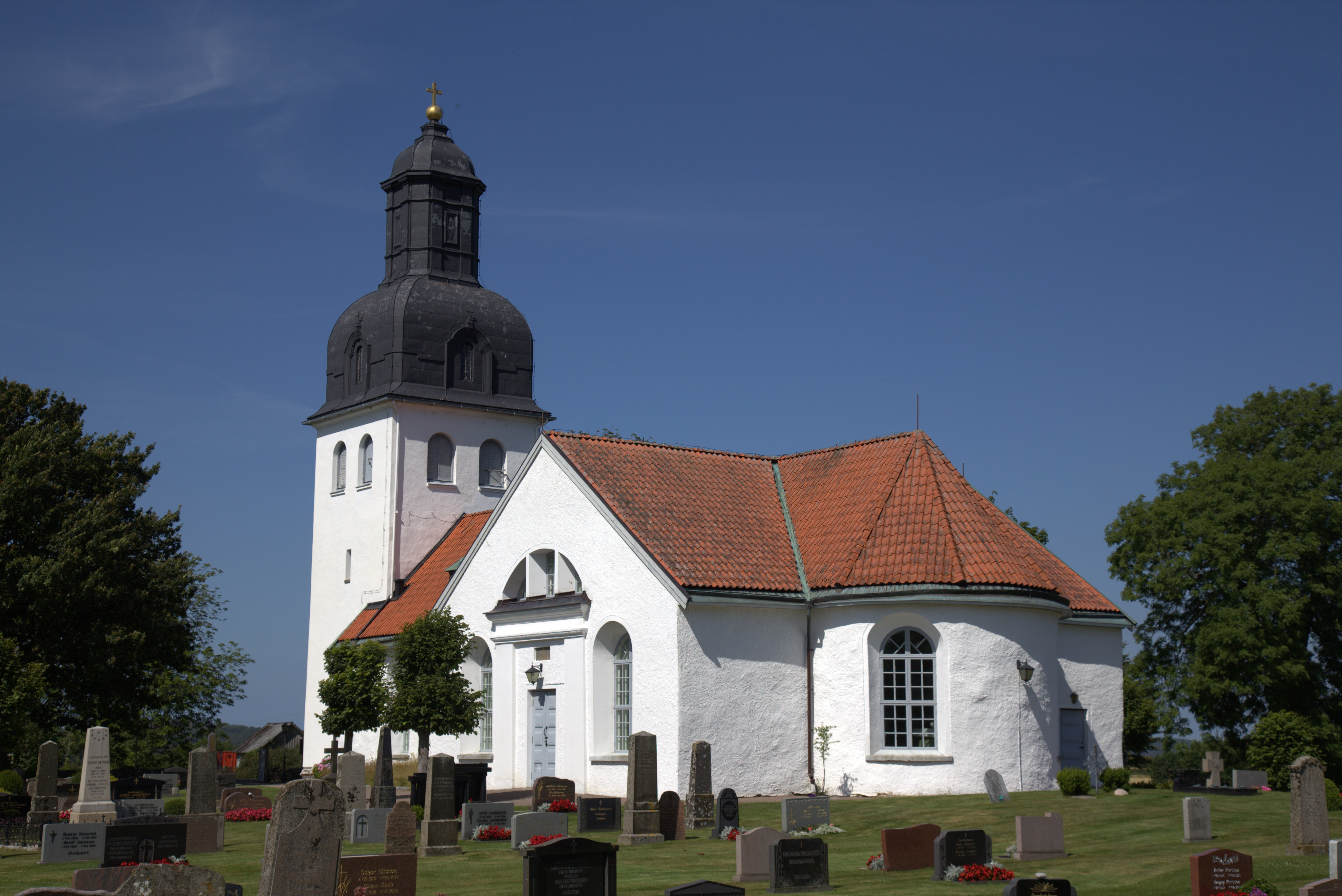
Korsidan.
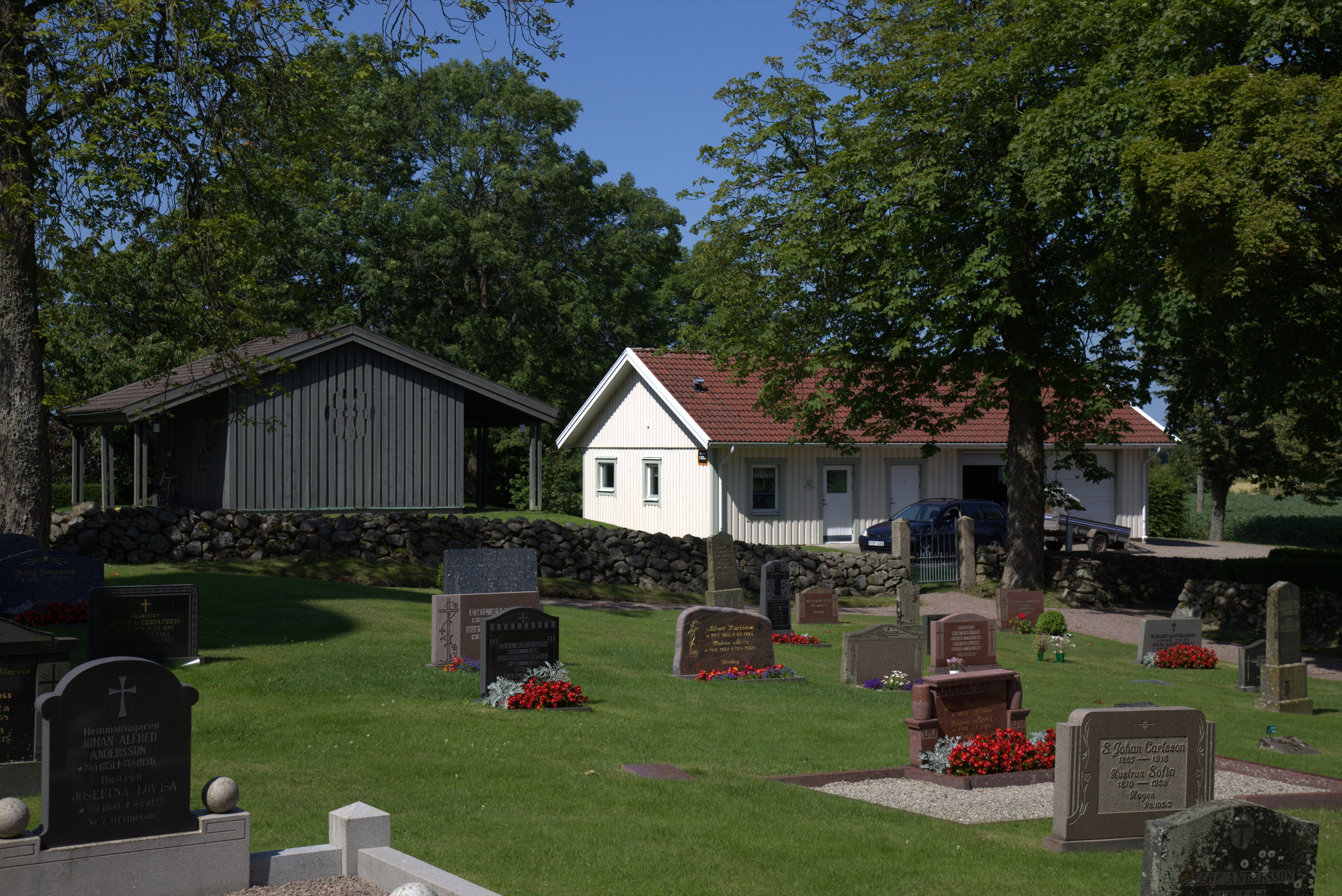
Bårhus och servicebyggnad.
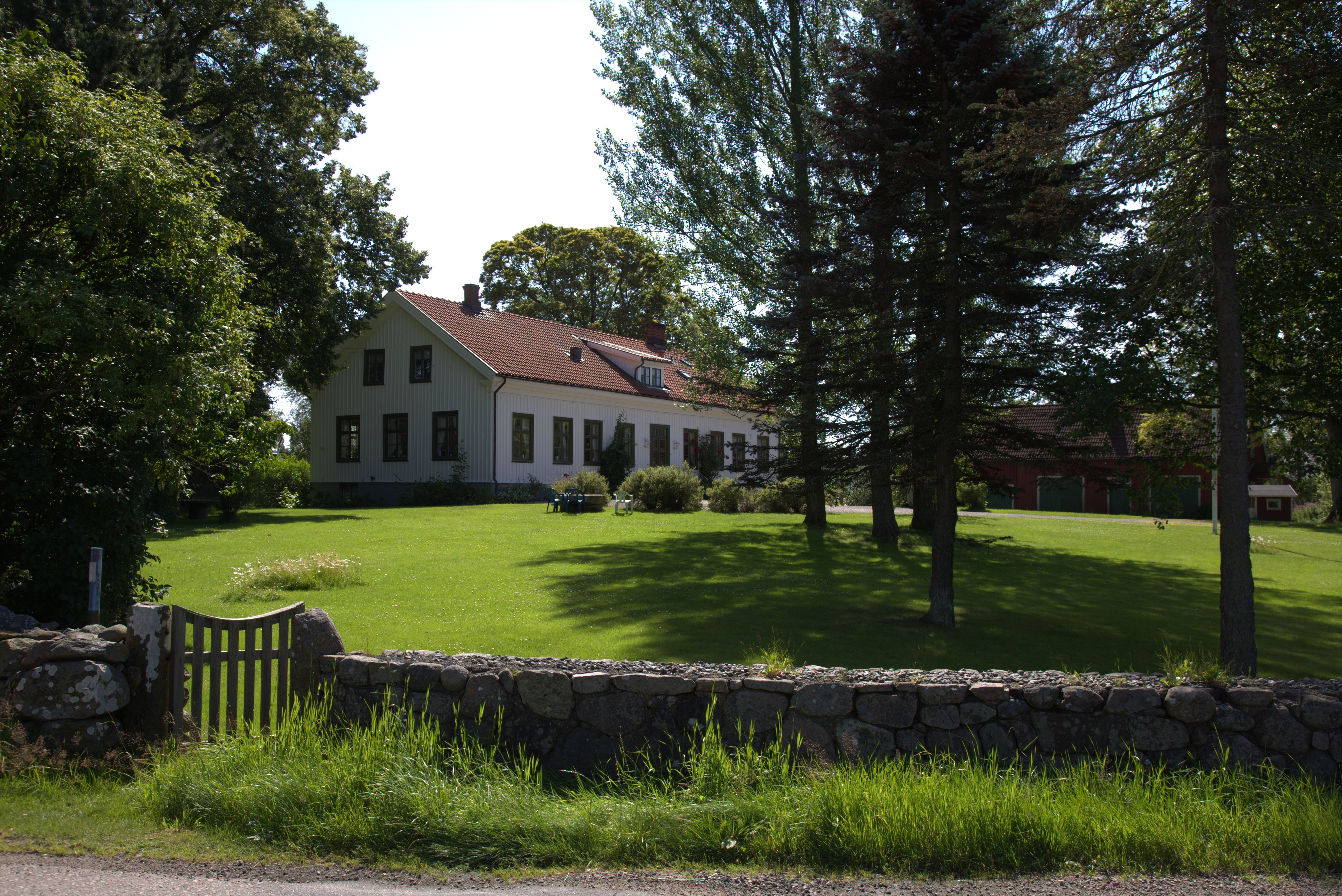
Prästgården.